# Paroster peelensis
Paroster peelensis är en skalbaggsart som beskrevs av Watts, Hancock och Remko Leys 2008. Paroster peelensis ingår i släktet Paroster och familjen dykare. Inga underarter finns listade i Catalogue of Life.